# Tribunal des mineurs (Suisse)
En Suisse, le tribunal des mineurs est une juridiction spécialisée (tribunal pour enfants) qui traite les infractions pénales commises par des personnes de moins de 18 ans.

## Fonctionnement
Les membres du tribunal pour mineurs sont les juges pour mineurs, les avocats pour mineurs représentent le ministère public devant le tribunal des mineurs (art. 6 PPMin). Le tribunal des mineurs est composé du président et de deux assesseurs (art. 7 PPMin). 
La protection et l’éducation des jeunes sont la visée première de ces instances, avant la répression. La décision doit tenir compte de l'âge et apprécier le niveau de développement  de l’enfant ou du jeune (art. 4 PPMin). La procédure pénale applicable aux mineurs contient des dispositions spécifiques au cas des mineurs, telles que l'abandon de la procédure en cas de médiation réussie (article 17 PPMin)  ainsi que la prise en compte de l'exécution de peines préalables comme la détention provisoire et les sanctions éducatives préalables au passage devant le tribunal, ainsi que la façon dont le jeune a compris ces mesures antérieures au jugement.
En Suisse, la compétence de poursuivre et juger les infractions pénales concernant des personnes mineures est de la compétence exclusive des cantons (art. 2 PPMin), ceci dans un souci de proximité entre les prévenus et les représentants de l'autorité judiciaire.
Le droit pénal des mineurs en Suisse fonctionne selon un système dualiste, ce qui revient à dire qu'il prévoit la possibilité d'articuler des peines (art. 11 DPMin) et des mesures de protection (art. 10 DPMin), ces dernières ayant la priorité (art. 21 al. 1 lit. a DPMin).
En raison d'un cantonalisme marqué par deux traditions différentes, d'une part française pour ce qui concerne la Suisse latine, d'autre part allemande pour ce qui concerne la Suisse alémanique, deux systèmes cohabitent pour ce qui relève de l'instruction pénale: soit un ou plusieurs juges des mineurs pour les cantons francophone et au Tessin, soit un ou plusieurs procureurs des mineurs pour la partie germanophone, ce choix restant à la libre appréciation des cantons (art. 6 al. 2 lit. a et b PPMin).

### Source bibliographique
- Joëlle Droux et Anne-Françoise Praz, Placés, déplacés, protégés? L’histoire du placement d’enfants en Suisse, XIXe – XXe siècles, Éditions Livreo-Alphil, 2021 (ISBN 9782889500628)
- Nicolas Queloz, Droit pénal et justice des mineurs en Suisse (DPMin et PPMin), Éditions Schulthess, 2018